# Маркуш (Ковасна)
Маркуш (рум. Mărcuș) насеље је у Румунији у округу Ковасна у општини Добарлау. Oпштина се налази на надморској висини од 540 m.

## Становништво
Према подацима из 2002. године у насељу је живело 460 становника, од којих су сви румунске националности.